# Анфілоджино Гварізі
Амфілокіо Гварізі Маркес (порт. Amphilóquio Guarisi Marques) або Анфілоджино Гварізі (італ. Anfilogino Guarisi, нар. 26 грудня 1905, Сан-Паулу — пом. 8 червня 1974, Сан-Паулу), також відомий під ім'ям Філо́ (порт. Filó) — бразильський та італійський футболіст, що грав на позиції нападника.
Виступав за італійський «Лаціо» та низку бразильських клубів, а також національні збірні Бразилії та Італії і став першим уродженим бразильцем, що отримав титул чемпіона світу (зі збірною Італії у 1934 році).

## Клубна кар'єра
Філо народився в сім'ї Мануела Аугусто Маркеса, другого в історії президента клубу «Португеза Деспортос». Гварізі ж було прізвище матері Анфілоджино.
У віці 16 років він почав грати в основному складі команди, дебютувавши 30 квітня 1922 року в матчі з «Паулістано», в якому його команда програла 0:2. У 1924 році, в матчі з клубом «Браз» Філо став автором незвичайного досягнення, забивши 5 голів; зустріч завершилася внічию 5:5. 28 листопада 1924 року Філо провів останній матч за «Португезу»; там його команда програла «Паулістано» 1:4. Всього в клубі футболіст провів три сезони, забивши 21 гол у 50 матчах.

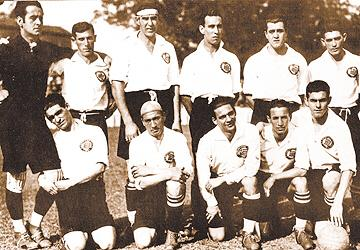
Філо (крайній ліворуч у нижньому ряді) з партнерами по «Корінтіансу» в сезоні 1930 року

Навесні 1925 року він перейшов до «Атлетіко Паулістано», однієї з найсильніших команд того часу, де став виступати на позиції лівого крайнього. Його партнером по атаці був легендарний гравець тих років, «сеньйор 1000 голів» центрфорвард Артур Фріденрайх. Поруч з таким партнером Філо не загубився, а продовжував регулярно забивати. У 1926 році реактивний Анфілоджино стає кращим бомбардиром чемпіонату. З «Паулістано» Філо став чемпіоном штату Сан-Паулу 1926 і 1927 років, вигравши першість за версією LAF. Переможець штату Сан-Паулу 1928 року, в паралельному чемпіонаті, проведеному APEA — «Корінтіанс» запрошує талановитого форварда в свою команду. Філо погоджується і в 1929 році стає чемпіоном вже в альтернативному чемпіонаті. У 1930 році представники двох федерацій домовилися про проведення єдиного чемпіонату Паулісти. І знову «Корінтіанс» став найсильнішим.
В цей же час в Італії лідер країни Беніто Муссоліні відкрив в країну дорогу всім «оріунді» — людям з італійськими коренями. Південну Америку наповнили скаути, а професіональна італійська ліга, створена у 1929 році, стала головним магнітом, яка тягнула гравців. Тому почався масовий відтік футболістів з Аргентини, Бразилії, Уругваю. Амфілокіо Маркес зібрав необхідні документи, взяв дошлюбне прізвище матері, що мала італійське коріння, і став — Анфілоджіно Гварізі. На Аппенінах його вже чекав професійний контракт з «Лаціо», чий президент Ремо Зенобі прагнув бачити бразильця в складі. Адаптація не склала великих труднощів, оскільки серед одноклубників були двоє добре знайомих новоспечених італійців — колишні партнери по «Корінтіансу» захисник Армандо Дел Деббіо і нападник Алешандре Де Марія. Також в команді грав ще один колишній бразилець, який перебрався трохи раніше, півзахисник Орландо Фантоні Октавіо Фантоні. Нарешті Анфілоджіно потрапив в чемпіонат, де можна було грати, заробляючи при цьому непогані гроші.
21 серпня 1931 року Гварізі дебютував у складі римського клубу в матчі з «Трастевере». Дебют в Серії А відбувся 20 вересня 1931 року в матчі з «Торіно» (3:3). Шість років Анфілоджино провів в «Лаціо», причому, в перших трьох сезонах незмінно входив до списків кращих гравців чемпіонату. У 1934 році клуб підсилився орвардом Сільвіо Піолою і Гварізі все рідше і рідше став з'являтися в основі. У сезоні 1936/37 років провів за клуб всього 2 матчі.
У 32 роки Гварізі вирішив розпрощатися зі Старим Світом. Разом з Дел Деббіо вони повернулись на історичну батьківщину. У Сан-Паулу їх з радістю прийняли назад у «Корінтіанс». І знову в футбольних протоколах з'явився бразилець Філо. З моменту від'їзду трьох ключових гравців клуб жодного разу не вигравав чемпіонат штату. Досить було повернення двох легіонерів, щоб команда повернула собі втрачені титули. Безцінний досвід, отриманий в Серії А, допоміг команді стати чемпіонами вже в першому сезоні. Загалом же за три сезони він з командою виграв три чемпіонати штату. А завершив кар'єру в клубі «Палестра-Італія», вигравши свій четвертий поспіль титул, після чого завершив кар'єру.

## Виступи за збірні
9 листопада 1924 року Філо зіграв перший і єдиний м'яч за збірну Сан-Паулу, в якій його команда обіграла збірну штату Парана з рахунком 5:0. Два голи з п'яти забив Філо.
У складі збірної Бразилії Філо дебютував 11 листопада 1925 року в товариському матчі з «Корінтіансом» (1:1). У тому ж році він поїхав в складі національної команди на чемпіонат Південної Америки в Аргентині. Уже в першому матчі зі збірною Парагваю зв'язка гравців «Паулістано» була на висоті. Маркес відкрив рахунок на 16-й хвилині, через 4 хвилини Фріденрайх подвоїв рахунок. Підсумок матчу 5:2. Настрій бразильців було чудовим, але аргентинці в наступному матчі розгромили бразильців 1:4, і Бразилія стала лише другою — розчарування було настільки велике, що збірна проігнорувала наступні чотири чемпіонати, з'явившись на першості континенту лише в 1937 році. 20-ти річний Філо Маркес на цьому турнірі провів за Бразилію усі чотири матчі, і більше в збірну Бразилії ніколи не запрошувався. Філо був кандидатом на поїздку на перший чемпіонат світу, але через конфлікт між футбольними асоціаціями Ріо-де-Жанейро і Сан-Паулу місце для гравців з клубів Ліги Паулісти не знайшлося.
Приїхавши в Італію, Філо отримав італійське громадянство і став оріунді. У складі збірної Італії бразилець дебютував 14 лютого 1932 року в матчі проти збірної Швейцарії на Кубку Центральної Європи (3:0). В наступному розігарші турніру Гварізі провів три матчі, а італійці за результатом стали володарями трофею.
У 1934 році він потрапив до складу збірної, що відправився на чемпіонат світу. Безпосередньо перед турніром з'ясувалося, що заявок подано надто багато і необхідний відбірковий турнір. Тоді, перший і останній раз в історії, країна організатор повинна була отримати право грати на чемпіонаті. 25 березня 1934 року в Мілані був проведений перший стиковий матч з Грецією. Вже на 20-й хвилині лівий крайній «Скуадри адзурри» Гварізі відкрив рахунок, а в підсумку італійці перемогли переконливо 4:0. Матч-відповідь не був проведений, оскільки греки від участі відмовилися, визнавши свою поразку. На самому мундіалі Гварізі провів лише 90 хвилин в першому матчі в 1/8 фіналу, де були розгромлені американці 7:1. На полі перебувало три «оріунді» — Луїс Монті, який тримав середину поля, Раймундо Орсі, правий крайній, який забив два голи і Гварізі, який нічим особливо себе не проявив. На решту матчів він пересів на лаву запасних, а на поле вийшов інший «оріунді» — екс-аргентинець Енріке Гвайта, на прізвисько «Чорний корсар», що став головним героєм півфінального і фінального матчів. Таким чином Філо став першим бразильцем, який став чемпіоном світу з футболу, хоча медаль не отримав — команді вручили Кубок Жюля Ріме, а персональні нагороди тоді не випускалися. З тих пір Гварізі став в збірній дублером Гвайта. Всього за збірну Італії він провів 6 матчів і забив один гол.
Помер 8 червня 1974 року на 69-му році життя у місті Сан-Паулу.
| Дата       | Місто     | Господарі | Результат | Гості     | Турнір                             | Голи | Примітки |
| ---------- | --------- | --------- | --------- | --------- | ---------------------------------- | ---- | -------- |
| 14/02/1932 | Неаполь   | Італія    | 3 – 0     | Швейцарія | Кубок Центральної Європи 1931—1932 | -    |          |
| 22/10/1933 | Будапешт  | Угорщина  | 0 – 1     | Італія    | Кубок Центральної Європи 1933—1935 | -    |          |
| 03/12/1933 | Флоренція | Італія    | 5 – 2     | Швейцарія | Кубок Центральної Європи 1933—1935 | -    |          |
| 11/02/1934 | Турин     | Італія    | 2 – 4     | Австрія   | Кубок Центральної Європи 1933—1935 | -    |          |
| 25/03/1934 | Мілан     | Італія    | 4 – 0     | Греція    | Відбір до ЧС 1934                  | 1    |          |
| 27/05/1934 | Рим       | Італія    | 7 – 1     | США       | ЧС 1934 - 1/8 фіналу               | -    |          |
| Усього     |           | Матчів    | 6         |           | Голів                              | 1    |          |

## Титули і досягнення

### Командні
- Чемпіон штату Сан-Паулу (LAF): 1926, 1927, 1929
- Чемпіон штату Сан-Паулу (APEA): 1929, 1930, 1937, 1938, 1939, 1940
- Чемпіон світу: 1934
- Володар Кубка Центральної Європи: 1933—1935
- Срібний призер Чемпіонату Південної Америки: 1925

### Особисті
- Кращий бомбардир чемпіонату штату Сан-Паулу (LAF): 1926 (16 голів)